# Собор Святого Ласрена
Собор Святого Ласрена в Олдлохлине (англ. St Laserian's Cathedral, Old Leighlin) — англиканский собор, один из шести кафедральных соборов диоцеза Кашела и Оссори (Провинция Дублина) Церкви Ирландии, расположенный в деревне Олдлохлин (графство Карлоу, Ленстер, Республика Ирландия). Собор, который ранее принадлежал диоцезу Лохлина, стоит ныне на том месте, где некогда располагался средневековый монастырь — в 12 км к югу от города Карлоу. Носит имя святого Молайше, также известного как святой Ласрен, святой Лазериан или Молайше Девенишский; является одним из самых маленьких соборов в Ирландии.

## История
Первым христианским проповедником на территории деревни Олдлохлин, также известной как Олд Лейхлин, был святой Гобан, живший в VI—VII веках нашей эры, который основал здесь монастырь — предположительно, храм был деревянным. Преемник Гобана, святой Ласрен стал первым епископом Лохлинским: его паства насчитывала порядка 1500 человек. В 630 году ирландцы, прославив Ласрена, приняли юлианский календарь для определения даты Пасхи.
Около 1060 года монастырь сгорел в результате пожара; епископ Донат О’Келли (1152—1185) повелел отстроить монастырь на месте разрушенного. По некоторым данным, большая часть собора была возведена в XII—XIII веках, а башни и трансепты — уже при епископе Мэттью Сандерсе (1527—1549). В частности, в конце XV века были построена центральная башня, позже к северу от алтаря возведена часовня, а стены самого алтаря были частично отстроены. В начале XIX века в церкви появился орган, сначала располагавшийся под башней, а затем перенесённый в альков. В 1890 году был отреставрирован деревянный потолок над алтарём.
История собора была омрачена убийством епископа Дорана, совершённым архидьяконом: память об этом увековечена в виде могилы епископа перед алтарём (сам убийца был позже повешен).

## Описание и структура
Собор состоит из простого нефа длиной 25 м, массивной центральной башни высотой 18 м с замысловатым ребристым сводом и клиросом длиной 18 м, построенным в середине XVI века. Единственное окно в нефе находится над западным входом; в целом для собора нехарактерна симметрия. Четыре седилии (одна над другой) с башнями с навершием в виде трилистника, появившиеся в конце XIII века, являются одной из уникальных в ирландских церквях конструкцией. Старейшей реликвией церкви является купель XI века, одна из двух купелей в соборе; она изготовлена из цельного куска мрамора из Килкенни.
Восточный витраж, установленный в качестве памятника семьей Вигоров, является одним из самых ярких элементов собора. Автором витража является художница Кэтрин О’Брайан, известный деятель школы «An Túr Gloine» (ирл. Башня из стекла). В настоящее время реставрируется часовня Богородицы.

## Похороненные на территории собора
- Святой Ласрен[англ.] или Молайше (ум. 639), аббат монастыря Олдлохлина, первый епископ Лохлинский; точное место захоронения неизвестно
- Томас О’Фихелли (ум. 1567), епископ Лохлинский (под клиросом)
- Уильям О’Бирн (ум. 1569)
- Мэттью Сандерс (ум. 1549), епископ Лохлинский (под клиросом)